# Glaucidae
Glaucidae са семейство коремоноги от разред Голохрили охлюви (Nudibranchia).
Таксонът е описан за пръв път от британския зоолог и филателист Джон Едуард Грей през 1827 година.

## Родове
- Glaucilla
- Glaucus
- Laniogerus